# Adenium obesum
Adenium obesum (Forssk.) Roem. & Schult., 1819 è una specie velenosa di pianta da fiore appartenente alla famiglia Apocynaceae.  È nota col nome di rosa del deserto.

## Descrizione
È un arbusto succulento sempreverde o deciduo da siccità (che può anche perdere le foglie durante le ondate di freddo, o secondo la sottospecie o cultivar). Può crescere fino a 1–3 m (3,3–9,8 piedi) di altezza, con steli pachicauli e un caudice basale robusto e gonfio. Le foglie sono disposte a spirale, raggruppate verso le punte dei germogli, semplici intere, di consistenza coriacea, lunghe 5–15 cm (2,0–5,9 pollici) e larghe 1–8 cm (0,39–3,15 pollici). I fiori sono tubolari, lunghi 2–5 cm (0,79–1,97 pollici), con la parte esterna di 4–6 cm (1,6–2,4 pollici) di diametro con cinque petali, simili a quelli di altri generi correlati come Plumeria e Nerium. I fiori tendono al rosso e al rosa, spesso con un rossore biancastro all'esterno della gola.

## Distribuzione e habitat
È originaria delle regioni del Sahel a sud del Sahara (dalla Mauritania e dal Senegal al Sudan), dell'Africa tropicale e subtropicale orientale e meridionale e anche della penisola arabica.

## Usi
Adenium obesum produce una linfa nelle sue radici e steli che contiene glicosidi cardiocinetici. Questa linfa è usata come veleno per le frecce per cacciare selvaggina di grandi dimensioni in gran parte dell'Africa e come tossina per i pesci.

## Coltivazione
Adenium obesum è una pianta da appartamento e bonsai nelle regioni temperate. Richiede una posizione soleggiata e una temperatura interna minima in inverno di 10 °C (50 °F). Vive con un regime di irrigazione xerico come richiesto dai cactus. A. obesum viene tipicamente propagato per talea di semi o steli. I numerosi ibridi si propagano principalmente per innesto su portainnesto a piantina. Mentre le piante coltivate da seme hanno maggiori probabilità di avere il caudice gonfio in giovane età, con il tempo molte piante cresciute da talea non possono essere distinte dalle piantine. Come molte piante, anche l'Adenium obesum può essere propagato in vitro utilizzando colture di tessuti vegetali.